# Sophie Fillières
Sophie Fillières   (8è districte de París, 20 de novembre de 1964 - 10è districte de París, 31 de juliol de 2023) fou una directora i guionista francesa que des de 1991 ha escrit per a més de quinze produccions de cinema i televisió.

## Filmografia
| Any  | Títol                        | Rol                   | Notes |
| ---- | ---------------------------- | --------------------- | --- |
| 1991 | Des filles et des chiens     | Directora i guionista | Curt Clermont-Ferrand International Short Film Festival - Special Mention of the Jury Premi Jean-Vigo - Millor curtmetratge                             |
| 1993 | Cuentos de Borges            | Guionista             | Sèrie de TV (1 episodi) |
| 1994 | Grande petite                | Directora i guionista | |
| 1994 | Oublie-moi                   | Guionista             | Festival Internacional de Cinema de Tessalònica - Best Screenplay                                                                                       |
| 1998 | Sombre                       | Guionista             | |
| 2000 | Aïe                          | Directora i gionista  | |
| 2003 | A Man, a Real One            | Guionista             | |
| 2005 | Gentille                     | Directora i guionista | |
| 2006 | Nathalie Moretti...          | Directora i guionista | Curt |
| 2006 | Antoine et Sidonie           | Directora i guionista | Curt |
| 2009 | Un chat un chat              | Directora i guionista | |
| 2011 | Early One Morning            | Guionista             | |
| 2011 | Le secret de l'enfant-fourmi | Guionista             | |
| 2011 | E-love                       | Guionista             | Pel·lícula de TV SACD Award for TV New Talent Award |
| 2012 | Nuts                         | Guionista             | |
| 2014 | If You Don't, I Will         | Directora i guionista | Nominada - Festival Internacional de Cinema de Chicago - Audience Choice Award Nominada - Sarasota Film Festival - Narrative Feature Competition Winner |
| 2014 | Weekends in Normandy         | Guionista             | |
| 2016 | Victoria                     | Actriu                | |